# Terra Indígena Koatinemo
A Terra Indígena Koatinemo é uma terra indígena localizada nos municípios brasileiros de Altamira e Senador José Porfírio (estado do Pará). Regularizada e tradicionalmente ocupada, tem uma área de 387 834 hectares e uma população de 154 pessoas, do povo Assurinis do Xingu.
TI homologada via decreto s/n 08/01/1996, registrada no CRI e SPU.
A Fundação Nacional do Índio (FUNAI) atua nesta TI através da Coordenação Regional "Centro Leste do Pará" e, a Secretaria Especial de Saúde Indígena do Brasil (SESAI) atua através do Distrito Sanitário Especial Indígena de Altamira. De acordo com a Política Nacional de Atenção à Saúde dos Povos Indígenas" (PNASPI) e o Subsistema de Atenção à Saúde Indígena (SasiSUS) do Sistema Único de Saúde do Brasil (SUS).
Em 2007, os povos tradicionais foram reconhecidas pelo Governo do Brasil, através da Política Nacional de Desenvolvimento Sustentável dos Povos e Comunidades Tradicionais (PNPCT, decreto 6040/2007), que inclui indígenas, quilombolas, ribeirinhos, etc. Comunidades que mantêm um modo de vida ligado aos recursos naturais e ao meio ambiente em que vivem de forma harmônica ("relação de reciprocidade com a natureza") além do uso comum da terra. No caso a constituição brasileira garante aos indígenas o direito a sua terra tradicional e o direito de proteção por parte do governo do Brasil.

## Bioma
A TI faz parte da bacia hidrográfica do rio Xingu, o bioma é amazônico formado por maior parte por uma floresta ombrófila aberta (96,22%) com pequena presença de ombrófila densa (3,78%).

## Ameaças
Esta TI sofre com vários problemas ambientais, como a atuação de garimpeiro e queimada, que de acordo com o Projeto Monitoramento da Floresta Amazônica Brasileira por Satélite (PRODES) do Instituto Nacional de Pesquisas Espaciais (INPE), até 2022 está área teve 751 hectares desmatados.

## Organizações
Atuam nesta TI as seguintes organizações: Associação Indígena Asurini Awaete; Fraternidade das Irmãnzinhas de Jesus; Associação Linguística Evangélica Missionária (ALEM).